# Coleco Telstar
A série Telstar é uma série de clone do Pong lançados pela Coleco. Com esse videogame, a Coleco liderou a primeira geração de videogames. O console fez muito sucesso por causa de seus baixos preços (custava 50 dólares em média).

## História
O Coleco Telstar foi um console básico se comparado à seus concorrentes da época, porém, seu chip (General Instruments AY-3-8500) era o mesmo de muitos modelos posteriores. Na verdade, essa simplicidade foi um grande golpe de marketing, pois versões com o mesmo chip foram lançadas posteriormente com "grandes melhoras" (o que fez o console vender mais).
A Coleco alcançou o primeiro lugar na venda de consoles da primeira geração graças aos baixos preços e a uma sorte extra. Naquela época havia muitas empresas querendo entrar para o ramo de videogames, o único problema é que havia poucos fabricantes de chips. A príncipal fabricante da época era a General Instruments, que estava sobrecarregada de serviço, porém, a Coleco se adiantou nos pedidos do seu chip foi a única a receber todo o pedido de uma vez. Com o sobrecarregamento das empresas que produziam chips, algumas das grandes concorrentes da Coleco chegaram a receber somente 20% da encomenda. Resultado: a Coleco liderou.

## Consoles das Séries Telstar
- Telstar - (model 6040, 1976)

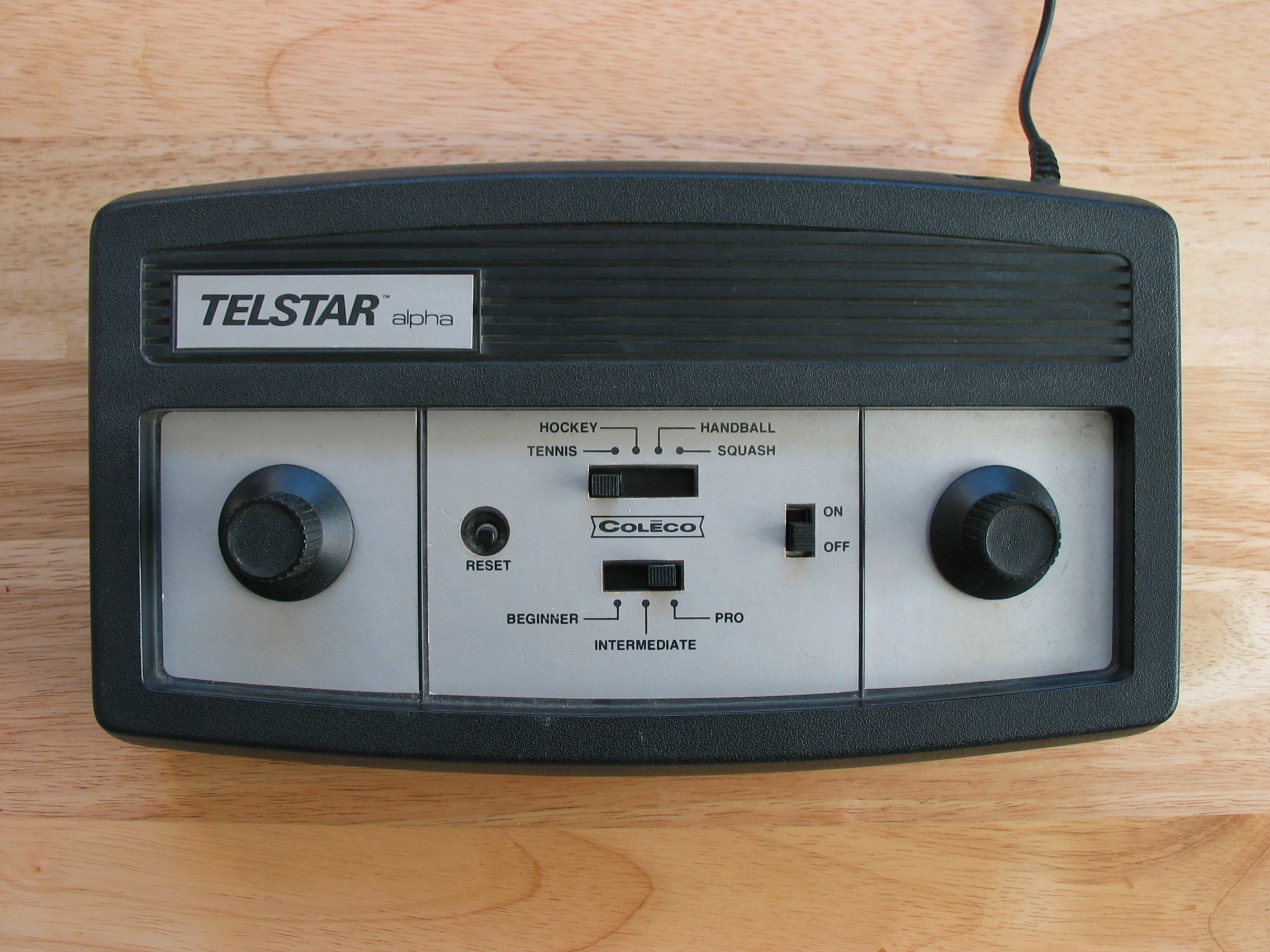
Coleco Telstar Alpha.

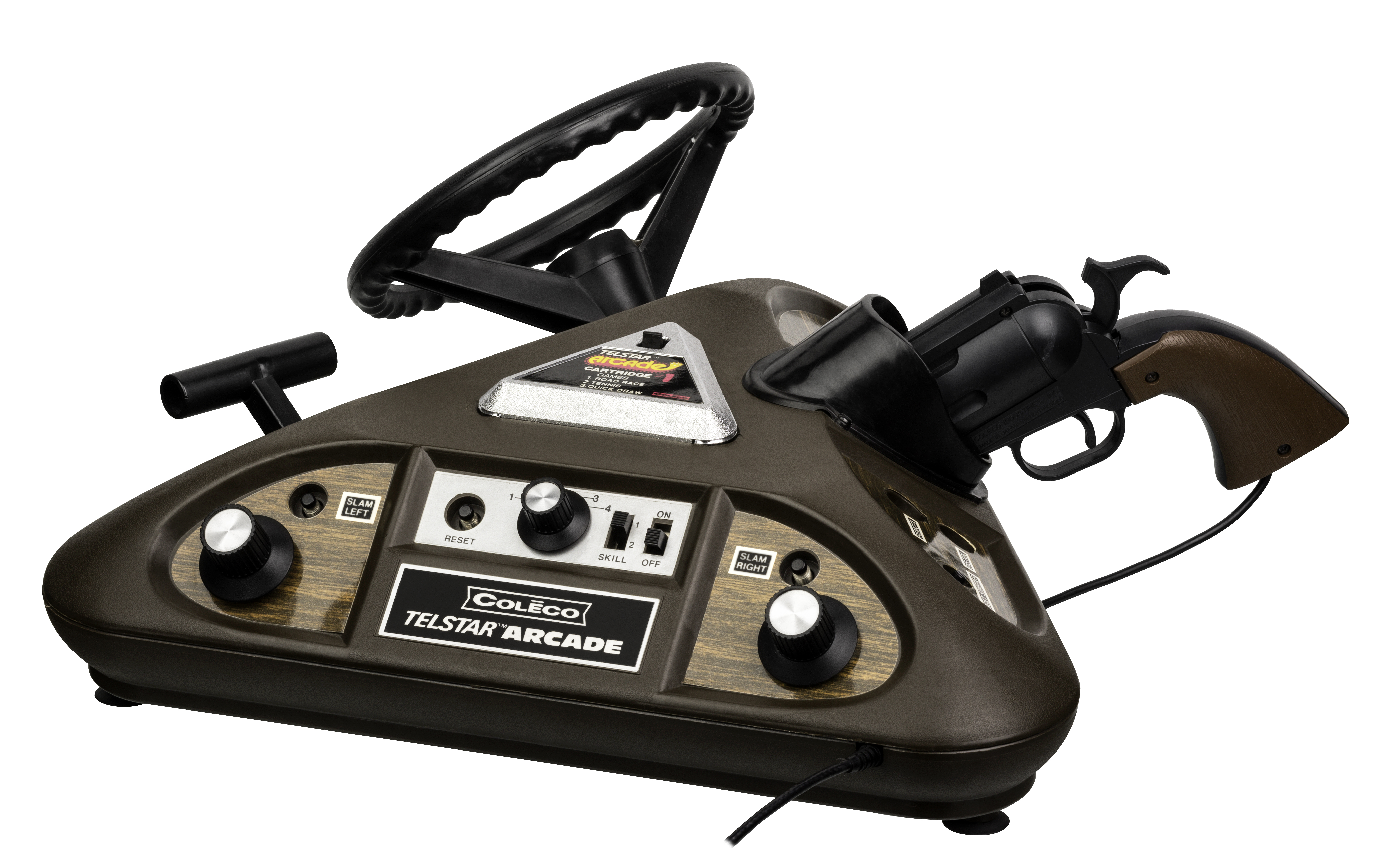
Coleco Testar Arcade.

- Telstar Classic - (model 6045, 1976)
- Telstar Deluxe - (1977)
- Telstar Ranger - (model 6046, 1977)
- Telstar Alpha - (model 6030, 1977)
- Telstar Colormatic - (model 6130, 1977)
- Telstar Regent - (model 6036, 1977)
- Telstar Combat! - (model 6065, 1977
- Telstar Sportsman - (1978)
- Telstar Colortron - (model 6135, 1978)
- Telstar Marksman - (model 6136, 1978)
- Telstar Galaxy - (1978)
- Telstar Gemini - (1978)
- Telstar Arcade - (1978)